# Station Carnolès
Station Carnolès is een spoorwegstation in de Franse gemeente Roquebrune-Cap-Martin.